# Xanthaciura insecta
Xanthaciura insecta är en tvåvingeart som först beskrevs av Friedrich Hermann Loew 1862.  Xanthaciura insecta ingår i släktet Xanthaciura och familjen borrflugor. Inga underarter finns listade i Catalogue of Life.